# Baiersbronn
 (août 2022).
Si vous disposez d'ouvrages ou d'articles de référence ou si vous connaissez des sites web de qualité traitant du thème abordé ici, merci de compléter l'article en donnant les références utiles à sa vérifiabilité et en les liant à la section « Notes et références ».

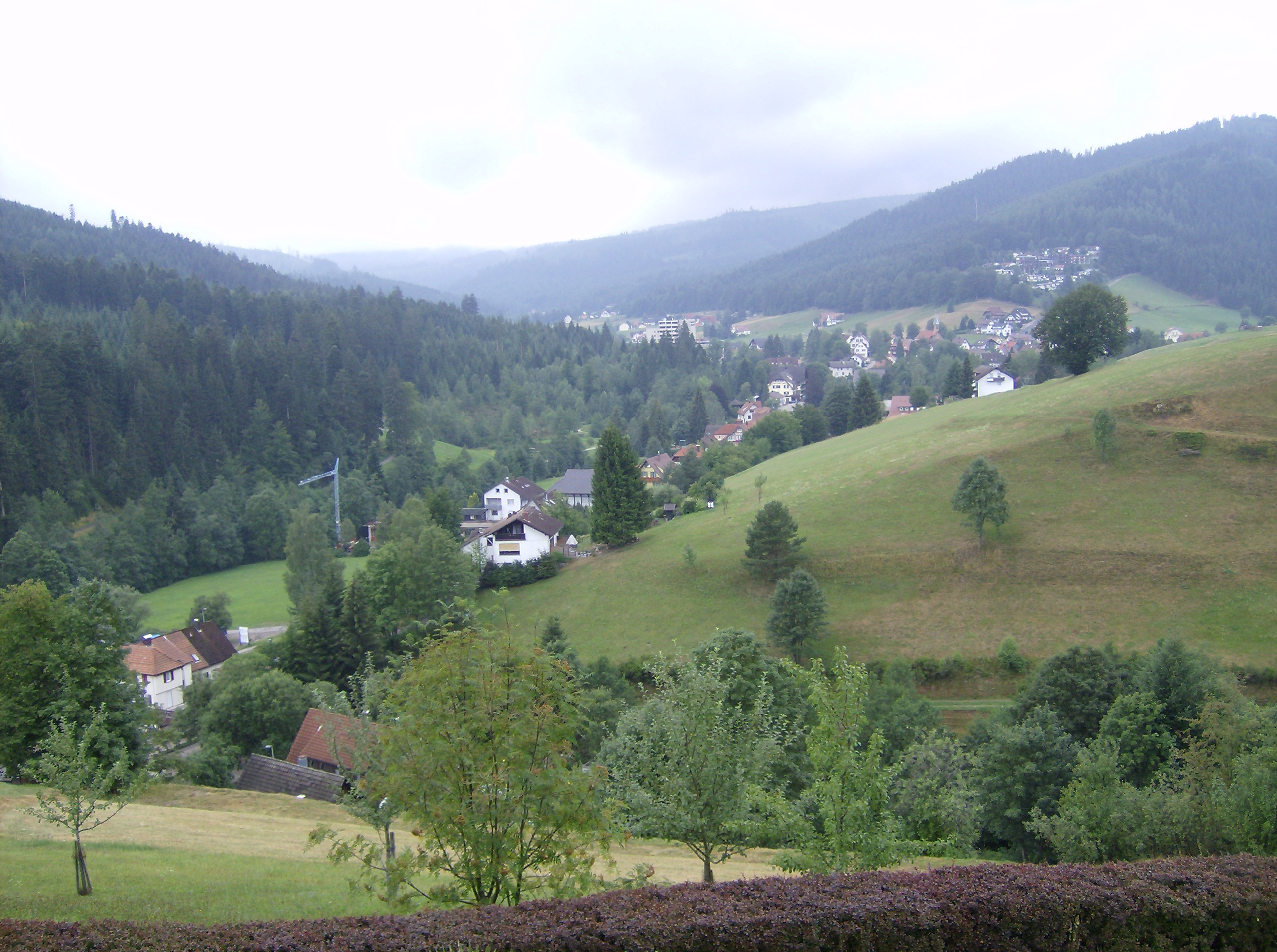
Obertal, un des villages de Baiersbronn

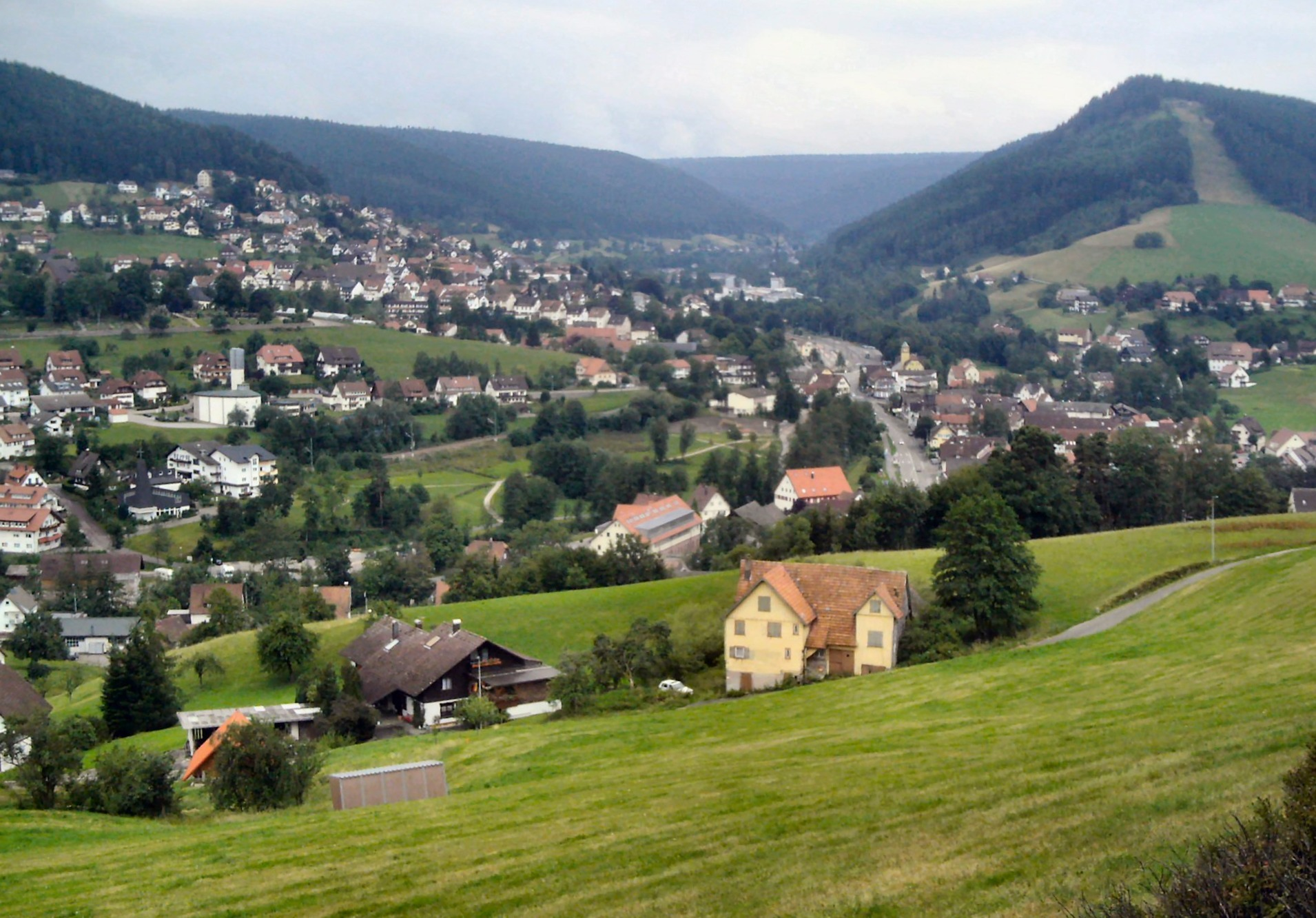
Baiersbronn

Baiersbronn est une commune d'Allemagne, située dans l'arrondissement de Freudenstadt et le Land de Bade-Wurtemberg. C'est, après Stuttgart, la commune la plus étendue du land de Bade-Wurtemberg. Baiersbronn est une station de sports d'hiver.

## Situation
Baiersbronn se trouve en Forêt-Noire et est traversée par la Murg, une rivière qui est un affluent de la rive droite du Rhin.

## Administration
Administrativement, Baiersbronn est composée de neuf localités :
- Baiersbronn
- Friedrichstal
- Huzenbach
- Klosterreichenbach/Heselbach
- Mitteltal
- Obertal/Buhlbach/Schliffkopf
- Röt-Schönegründ
- Schönmünzach/Schwarzenberg/Schönmünz
- Tonbach

## Lieux et monuments
- Église du monastère de Reichenbach, dans le village de Klosterreichenbach
- Le Schliffkopf

## Économie
- La sylviculture était au XVIIIe siècle la principale activité économique. Elle a décliné après des incendies de forêt en 1800.
- En 1901, l'arrivée de la ligne de chemin de fer, le Murgtalbahn Rastatt-Freudenstadt a favorisé l'essor économique de la ville.
- Après la Seconde Guerre mondiale et l'augmentation du tourisme, ce dernier est devenu le secteur économique majeur de la commune.

### Gastronomie
Baiersbronn est la seule ville allemande ayant deux restaurants trois étoiles au guide Michelin :
- Harald Wohlfahrt : Restaurant Schwarzwaldstube à l'Hôtel Traube, Tonbach
- Claus-Peter Lumpp : Restaurant Bareiss à l'Hôtel Bareiss, Mitteltal

Un autre restaurant étoilé au guide Michelin est le restaurant Schlossberg à l'Hôtel Sackmann à Schwarzenberg.
Selon un article paru dans le New York Times d'avril 2013, Baiersbronn a le même nombre de restaurants qui ont reçu trois étoiles au guide Michelin que Londres et deux fois plus que Chicago. Baiersbronn, par conséquent, sur le chemin pour devenir la capitale mondiale des restaurants.

## Jumelages
La commune est jumelée avec les villes de :
- Midhurst (Royaume-Uni)
- Nogent-le-Rotrou (France)